# تیم ملی بسکتبال کامرون
تیم ملی بسکتبال کامرون، نماینده کامرون در مسابقات بین‌المللی بسکتبال است.
کامرون که زمانی تنها تیم متوسط بود، به یک قدرت و مدعی بزرگ برای قهرمانی بسکتبال آفریقا تبدیل شد. بهترین موفقیت آنها رسیدن به نشان نقره در سال ۲۰۰۷ بود.